# Wesley (Dominica)
Wesley é uma cidade de Dominica localizada na paróquia de Saint Andrew.